# Michal Čupr
Michal Čupr (* 23. Dezember 1991 in Ústí nad Labem) ist ein tschechischer Degenfechter.

## Erfolge
Michal Čupr ging bei den Europaspielen 2023 in Krakau in zwei Konkurrenzen an den Start. Im Einzel scheiterte Čupr in der ersten Runde am Portugiesen Felipe Frazão mit 12:15, während er mit der Mannschaft den sechsten Platz belegte. Ein Jahr darauf verpasste er mit der Mannschaft bei den Europameisterschaften in Basel als Vierter knapp einen Medaillengewinn. Bei den Olympischen Spielen 2024 in Paris war Čupr von der tschechischen Delegation nicht für die Einzelkonkurrenz nominiert worden, war aber Teil des tschechischen Aufgebots im Mannschaftswettbewerb. Gemeinsam mit Jiří Beran, Martin Rubeš und Jakub Jurka bezwang er im ersten Gefecht Italien mit 43:38. Das Halbfinale gegen Japan ging zwar mit 37:45 verloren, dank des anschließenden 43:41-Erfolgs gegen Frankreich sicherten sich die Tschechen aber schließlich noch den Gewinn der Bronzemedaille.